# 高須賀穣
高須賀 穣（たかすが ゆずる、1865年3月9日（慶応元年2月13日） - 1940年（昭和15年）2月16日）は、日本の政治家、衆議院議員（2期）。

## 経歴
伊予国温泉郡藤原村(のち愛媛県温泉郡雄群村、現・松山市)生まれ。慶應義塾に入り、のち同大学部理財科を専攻する。アメリカへ渡り、デポー大学とウエストミニスター大学に留学する。大学を卒業し、米国文学士を受ける。その後、欧州とアジア各地を巡り、帰国する。
1898年3月の第5回衆議院議員総選挙において愛媛1区から自由党公認で立候補して初当選する。同年8月の第6回衆議院議員総選挙では憲政党公認で立候補して再選。衆議院議員を2期務め、1902年の第7回衆議院議員総選挙には立候補しなかった。
1905年にオーストラリアのビクトリア州に移住。そこで稲作を始め、後にブドウやトマトの栽培にも乗り出した。引退後の1939年に帰国し、翌年の1940年に死去した。